# Neisse (râu)
Neisse (în germană Lausitzer Neiße; în cehă Lužická Nisa; în poloneză Nysa Łużycka) este un râu afluent al Odrei, cu lungimea de 254 km, situat în Germania și Polonia. Râul constituie, după cel de-al Doilea Război Mondial, granița naturală între Polonia și Germania (așa-numita linie Oder-Neisse), iar astfel mai multe orașe germane situate pe ambele maluri ale râului (Zittau, Görlitz, Bad Muskau, Guben, Forst) au fost divizate.

## Date geografice
Râul izvorăște din regiunea Isergebirge (Munții Luzațieni) lângă Nová Ves nad Nisou (Neudorf an der Neiße), Republica Cehă, la nord-est de Jablonec nad Nisou (Gablonz), la poalele lui Černá Studnice. Traversază localitățile Jablonec nad Nisou și Liberec (Reichenberg), iar la Hartau (Zittau) (la altitudinea de 234 m deasupra n.m.) ajunge la granița germană. Pe teritoriul Cehiei are bazinul de colectare de 360,5 km² și lungimea de 55 km. Până la Dreiländereck, la sud de Zittau, formează pe o lungime de 1 km o graniță naturală între Cehia și Germania, iar cursul lui înspre nord formează granița între Germania și Polonia, traversează Görlitz, Rothenburg/O.L., parcul Fürst-Pückler Bad Muskau, lasă în urmă regiunea Oberlausitz, după ce a format granița de est a Saxoniei pe o lungime de 125 km,  intrând în Brandenburg. Traversează în continuare Forst (Lausitz) și Guben și după 15 km se varsă la Eisenhüttenstadt în râul Odra.

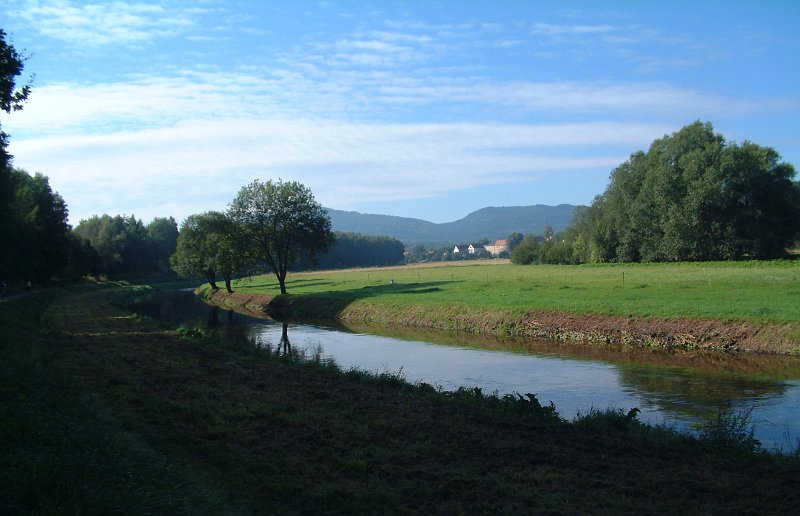
Neiße la granița dintre Cehia și Germania
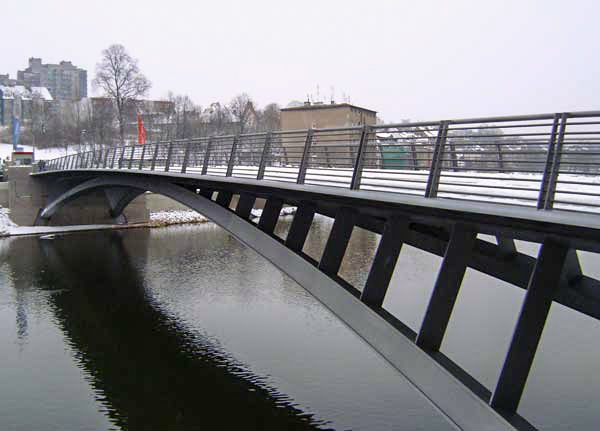
Podul vechi din Görlitz
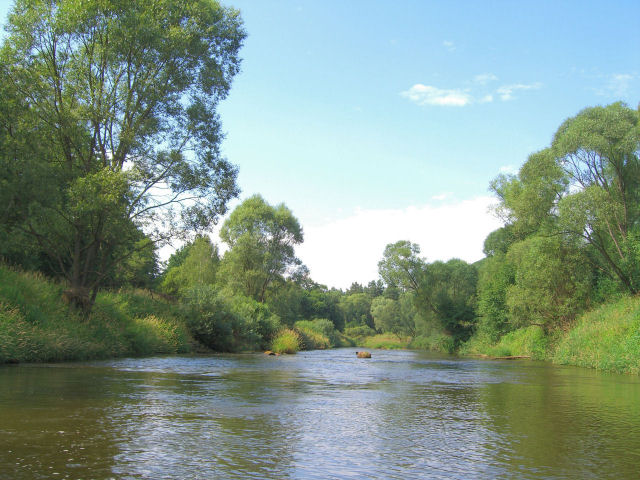
Neiße la Skerbersdorf
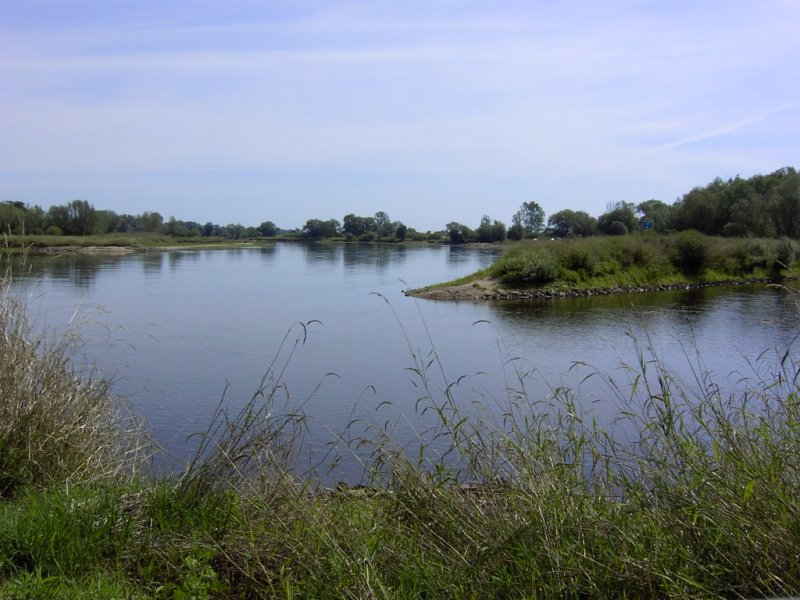
Vărsarea în Odra